# Севилья, Жан-Поль
Жан-Поль Севилья (фр. Jean-Paul Sévilla; род. 26 марта 1934, Оран, ныне Алжир) — французский и канадский пианист.
Окончил Парижскую консерваторию (1952), ученик Бланш Баскуре-де-Геральди и Марселя Чампи. В 1959 г. выиграл Международный конкурс исполнителей в Женеве.
В 1961—1963 гг. предпринял серию гастрольных поездок по Канаде и США, в 1964 г. концертировал в Мексике, в 1967 г. в Южной Америке. Окончательно обосновавшись в Канаде, в 1970—1994 гг. преподавал в Оттавском университете, вёл летние курсы фортепианного мастерства в различных городах Канады и Франции, как приглашённый педагог работал в Оберлинской консерватории, парижской Schola Cantorum (1997—2001), а также в Токио. Продолжал выступать с концертами до 2000-х гг., предпочитая романтический и импрессионистский материал, особенно Мориса Равеля. Стал первым в Канаде исполнителем некоторых произведений Поля Дюка, Анри Дютийё, Альберто Хинастеры.